# Luisa, Carla, Lorenza e... le affettuose lontananze
Luisa, Carla, Lorenza e... le affettuose lontananze è un film italiano del 1989, diretto da Sergio Rossi.

## Riconoscimenti
- Ciak d'oro
  - 1991 - Migliore attrice non protagonista a Angela Finocchiaro